# Esquilo-vermelho-eurasiático
O esquilo-vermelho ou esquilo-vermelho-eurasiático (Sciurus vulgaris) é uma espécie de esquilo pertencente ao género Sciurus. É um roedor omnívoro que habita árvores, sendo muito comum por toda a Eurásia.
Em Portugal, o esquilo-vermelho desapareceu no século XVI, mas nos anos 1990 populações vindas da Espanha voltaram a colonizar o norte do país. Na Grã-Bretanha e Irlanda os seus números têm decrescido, em parte devido à introdução do esquilo-cinzento americano (Sciurus carolinensis) e também devido à baixa manutenção do seu habitat. O esquilo-cinzento foi também introduzido no norte da Itália, e há o risco de que também nessa região ocorra a competição com a espécie nativa europeia.

## Descrição física
O esquilo-vermelho tem um comprimento típico de 19 a 23 cm (excluindo a cauda), uma cauda entre 15 e 20 cm de comprimento e um peso entre 250 e 340 g. Não apresenta dimorfismo sexual, pois machos e fêmeas têm o mesmo tamanho. Pensa-se que a longa cauda do esquilo o ajuda a manter o equilíbrio e postura quando salta de árvore em árvore e corre ao longo de ramos, podendo também ajudar o animal a manter-se quente durante o sono.

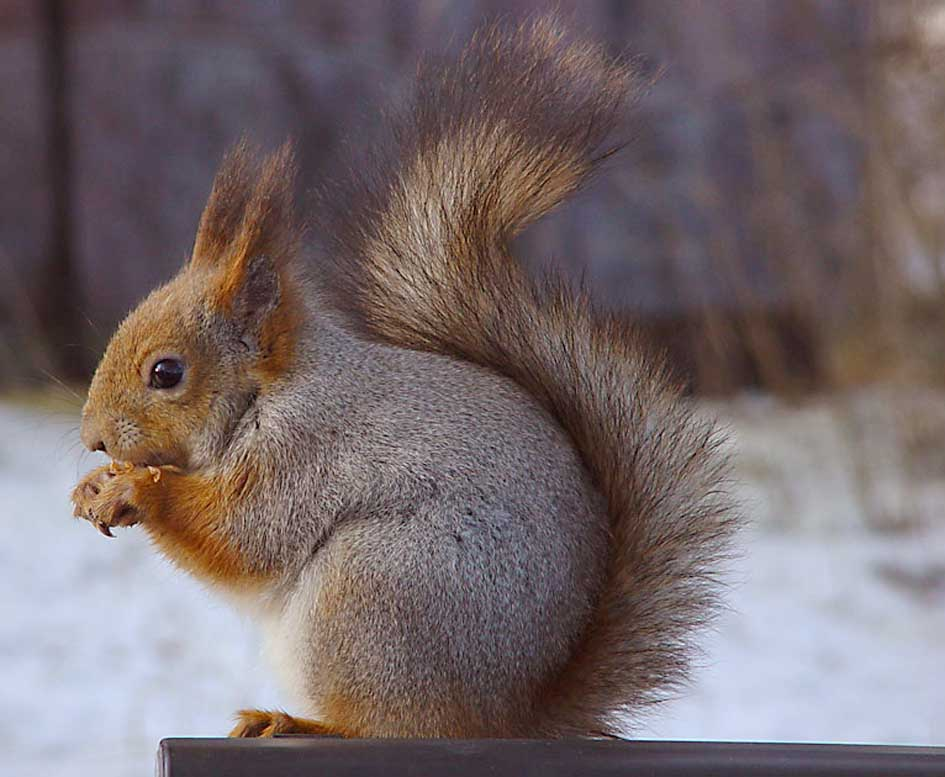
Um esquilo-vermelho com a sua pelagem cinzenta de Inverno.

A cor da pelagem do esquilo-vermelho varia com a estação e a sua localização. Existem diversas variantes, do preto ao vermelho. A pelagem vermelha é mais comum na Grã-Bretanha; noutras partes da Europa e Ásia, coexistem diferentes pelagens nas mesmas populações. O ventre é sempre branco-creme. O esquilo-vermelho muda o pelo duas vezes por ano, tomando uma pelagem mais espessa e escura e adquirindo tufos de pelo nas orelhas entre agosto e novembro. Os tufos de pelo são uma característica específica do esquilo-vermelho. Possui em geral uma coloração mais clara e avermelhada que o esquilo-cinzento americano ou o esquilo-vermelho americano.
Possui, também, garras aguçadas e encurvadas que permitem trepar às árvores, mesmo que os ramos estejam caídos.

## Reprodução e mortalidade
O acasalamento pode ocorrer no final do Inverno, durante fevereiro e março, e no Verão, entre junho e julho. Uma fêmea pode originar uma a duas ninhadas por ano; cada ninhada tem normalmente três ou quatro crias mas pode ter até seis. A gestação dura 38 a 39 dias. A mãe toma sozinha conta das crias, que nascem indefesas, cegas e surdas e pesando entre 10 e 15 g. O seu corpo encontra-se coberto de pêlo após 21 dias, os olhos e ouvidos abrem após três ou quatro semanas e desenvolvem todos os seus dentes até aos 42 dias. Os jovens esquilos conseguem comer alimentos sólidos após 40 dias, podendo após este tempo abandonar o ninho e encontrar comida por meios próprios; são no entanto amamentados até às oito a dez semanas.

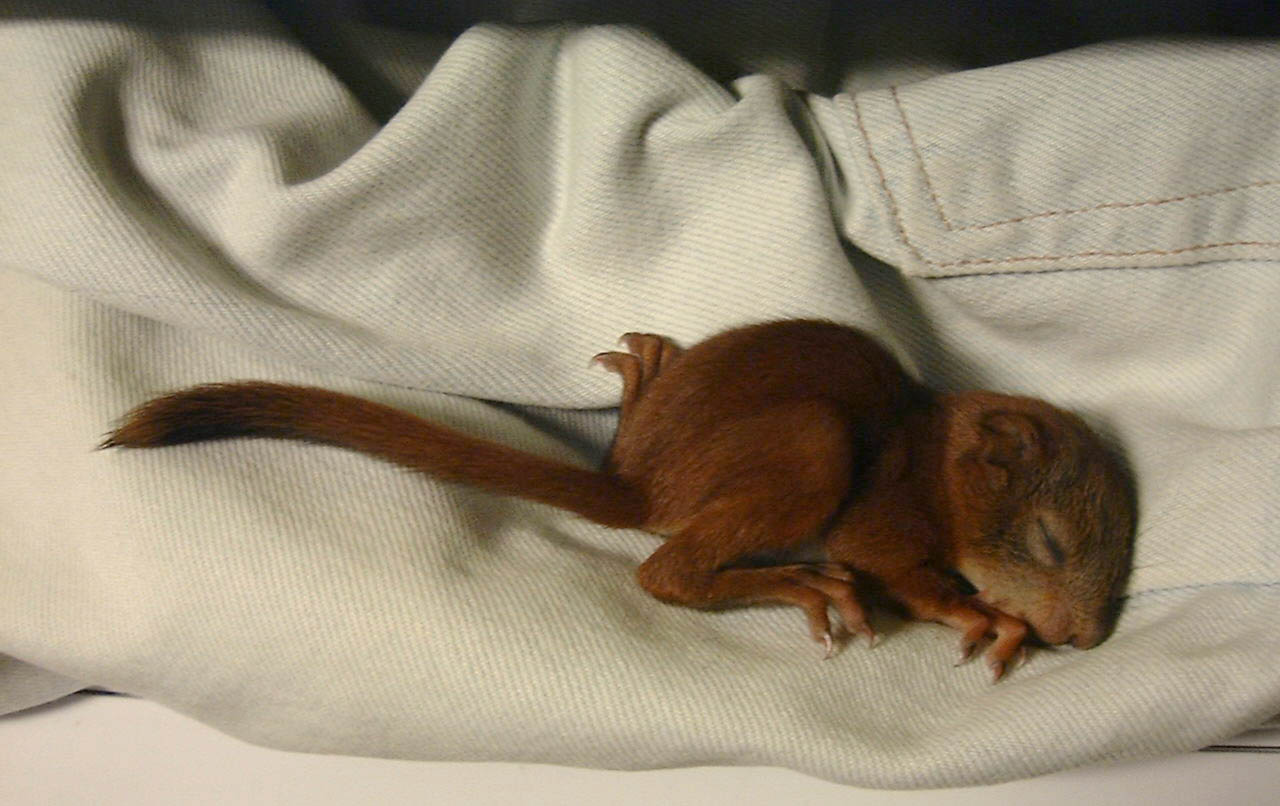
Um esquilo-vermelho com duas semanas de idade.

Durante o acasalamento, os machos detectam as fêmeas que se encontram no estro através de um odor que elas produzem; embora não exista corte, o macho corre atrás da fêmea até cerca de uma hora antes de acasalar. É usual diversos machos correrem atrás da mesma fêmea até o macho dominante (normalmente o de maior envergadura) conseguir acasalar. Machos e fêmeas acasalam múltiplas vezes com diversos parceiros. As fêmeas têm de possuir uma massa corporal mínima até atingir o estro e as fêmeas mais pesadas produzem em média mais filhotes. Uma fêmea produz a sua primeira ninhada tipicamente durante o seu segundo ano de vida. A reprodução pode ser mais lenta se a comida for escassa.
Um esquilo-vermelho vive cerca de três anos, embora alguns espécimens vivam até aos sete ou dez anos se em cativeiro. A sobrevivência tem uma correlação positiva com a disponibilidade de sementes durante o Outono e Inverno; em média, 75% a 85% dos jovens esquilos desaparece durante o primeiro Inverno e a mortalidade desce para 50% nos Invernos seguintes.

## Ecologia e comportamento

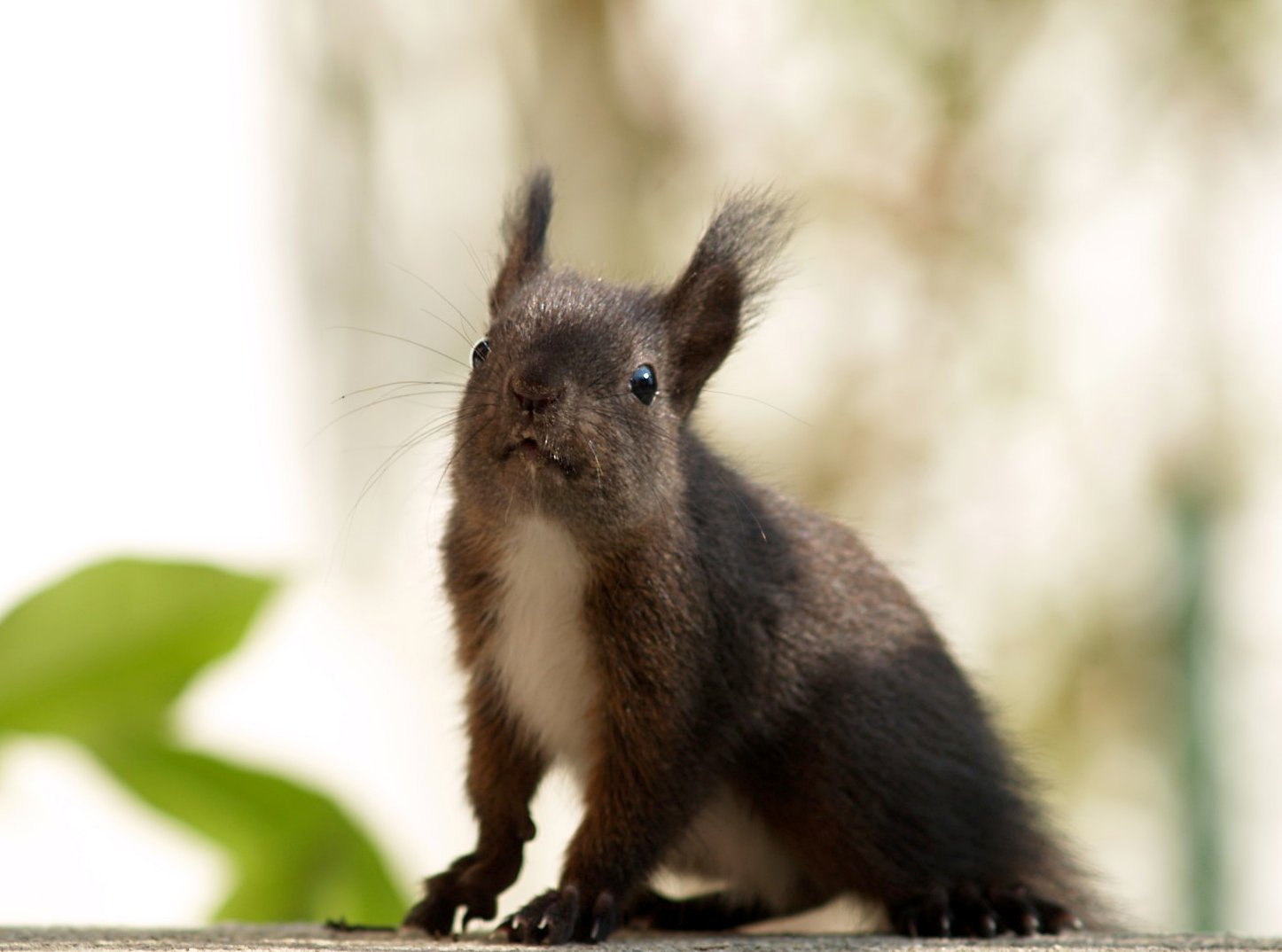
Esquilo-vermelho.

O esquilo-vermelho habita a floresta conífera, encontrando-se também em florestas temperadas caducifólias. Nidifica na axila de ramos de coníferas formando ninhos em forma de cúpula com cerca de 25 a 30 cm de diâmetro, forrado com musgo, folhas, ervas e casca de árvore. Também utilizam cavidades em árvores e ninhos de cuco para nidificar. É um animal solitário, tímido e relutante em partilhar comida. No entanto, fora da estação de acasalamento, e especialmente no Inverno, diversos esquilos-vermelhos podem partilhar um ninho para se manterem quentes. A organização social é baseada numa hierarquia de dominância entre sexos e dentro de cada sexo; embora os machos não sejam necessariamente dominantes em relação às fêmeas, os animais dominantes são normalmente maiores e mais velhos que os subordinados e os machos dominantes têm usualmente lares maiores que machos e fêmeas subordinados.
O esquilo-vermelho alimenta-se de sementes de árvores, conseguindo limpar cones de coníferas para obter as suas sementes. Também se alimentam de determinados cogumelos, ovos de pássaros, bagas e rebentos de plantas. Também podem remover a casca de árvores para aceder à seiva. É capaz de coleccionar cogumelos e secá-los em árvores.
Entre 60% e 80% do seu período activo pode ser passado na busca de alimento e forragem. Embora o esquilo-vermelho seja capaz de memorizar onde escondeu comida, a sua memória espacial é menor e menos precisa que a do esquilo-cinzento; necessita por isso procurar frequentemente os esconderijos quando necessita deles e por vezes não encontra alguns. Não mantém territórios e as áreas de busca de alimento sobrepõem-se de forma considerável.

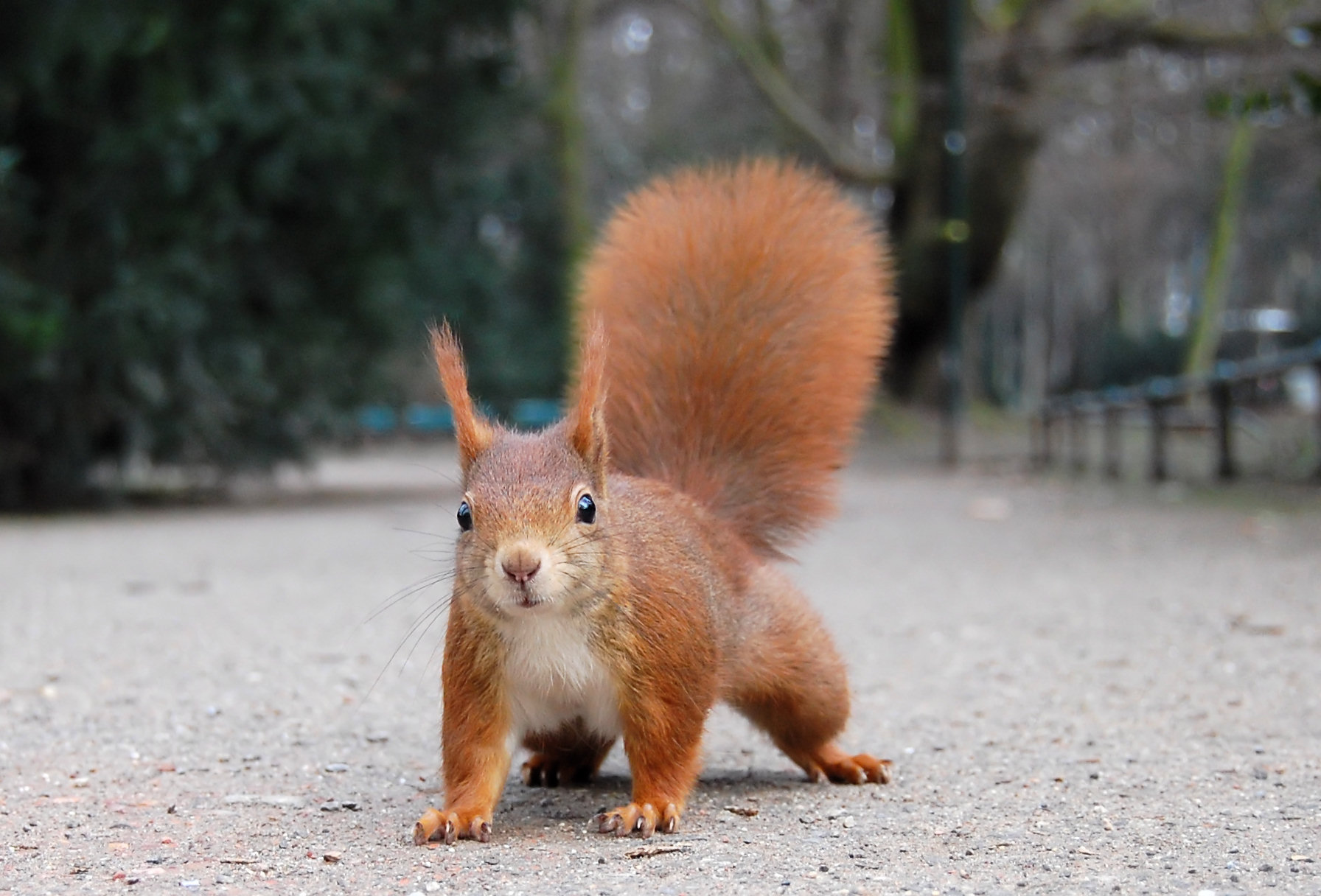
Esquilo-vermelho apresentando os característicos tufos de pêlo de Inverno nas orelhas.

O período activo do esquilo-vermelho é a manhã e ao anoitecer. Descansa durante o dia no seu ninho, evitando dois perigos dessas horas: o calor e a maior visibilidade a aves de rapina. Durante o Inverno, este descanso diurno é mais curto ou ausente, embora condições climáticas agressivas possam fazer com que o animal fique no seu ninho durante vários dias de seguida.
Os predadores arbóreos incluem pequenos mamíferos como a marta (Martes martes), o gato-bravo e o arminho, que atacam as crias; aves, como corujas, e aves de rapina como gaviões e açores. A raposa-vermelha, gatos e cães também podem ser predadores quando o esquilo se encontra no solo. O homem influencia o tamanho e mortalidade da população ao destruir ou alterar habitats, causar mortes por acidente rodoviário e controlar populações pela caça.

## Taxonomia e distribuição
O esquilo-vermelho ocorre em quase toda a Europa, boa parte da Sibéria, norte da China, Península Coreana e norte do Japão.

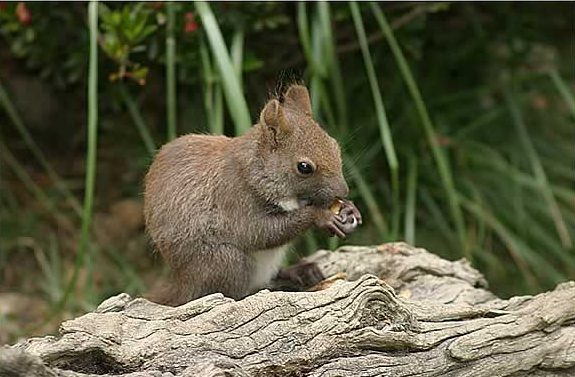
Esquilo-vermelho com pelagem castanha

### Em Portugal
Em Portugal o esquilo-vermelho extinguiu-se no século XVI, provavelmente devido à perda de habitats. A partir dos anos 1980 a espécie começou a recolonizar o norte do país, vindo da Galiza, na Espanha. A subespécie encontrada em Portugal parece ser S. v. fuscoater.
A expansão natural de esquilos repovoou grande parte de Portugal ao norte do Rio Douro, estando a espécie presente nas áreas protegidas do Parque Nacional da Peneda-Gerês e do Parque Natural de Montesinho. Nos últimos anos a espécie foi detectada na Reserva Natural Serra da Malcata, no centro-leste de Portugal.
O esquilo-vermelho também foi introduzido em áreas verdes urbanas como o Parque Florestal de Monsanto, em Lisboa, e o Jardim Botânico de Coimbra.

### Subespécies
Existem mais de quarenta subespécies identificadas de esquilo-vermelho, mas o estatuto taxonómico de algumas destas é incerto. Um estudo de 1971 reconhece a existência de 16 subespécies e serviu como base para estudos taxonómicos posteriores.
- S. v. altaicus Serebrennikov, 1928
- S. v. anadyrensis Ognev, 1929
- S. v. argenteus Kerr, 1792
- S. v. balcanicus Heinrich, 1936
- S. v. bashkiricus Ognev, 1935
- S. v. fuscoater Altum, 1876
- S. v. fusconigricans Dvigubsky, 1804
- S. v. infuscatus Cabrera, 1905
- S. v. italicus Bonaparte, 1838
- S. v. jacutensis Ognev, 1929
- S. v. jenissejensis Ognev, 1935
- S. v. leucourus Kerr, 1792
- S. v. mantchuricus Thomas, 1909
- S. v. meridionalis Lucifero, 1907
- S. v. rupestris Thomas, 1907
- S. v. vulgaris Lineu, 1758

## Conservação

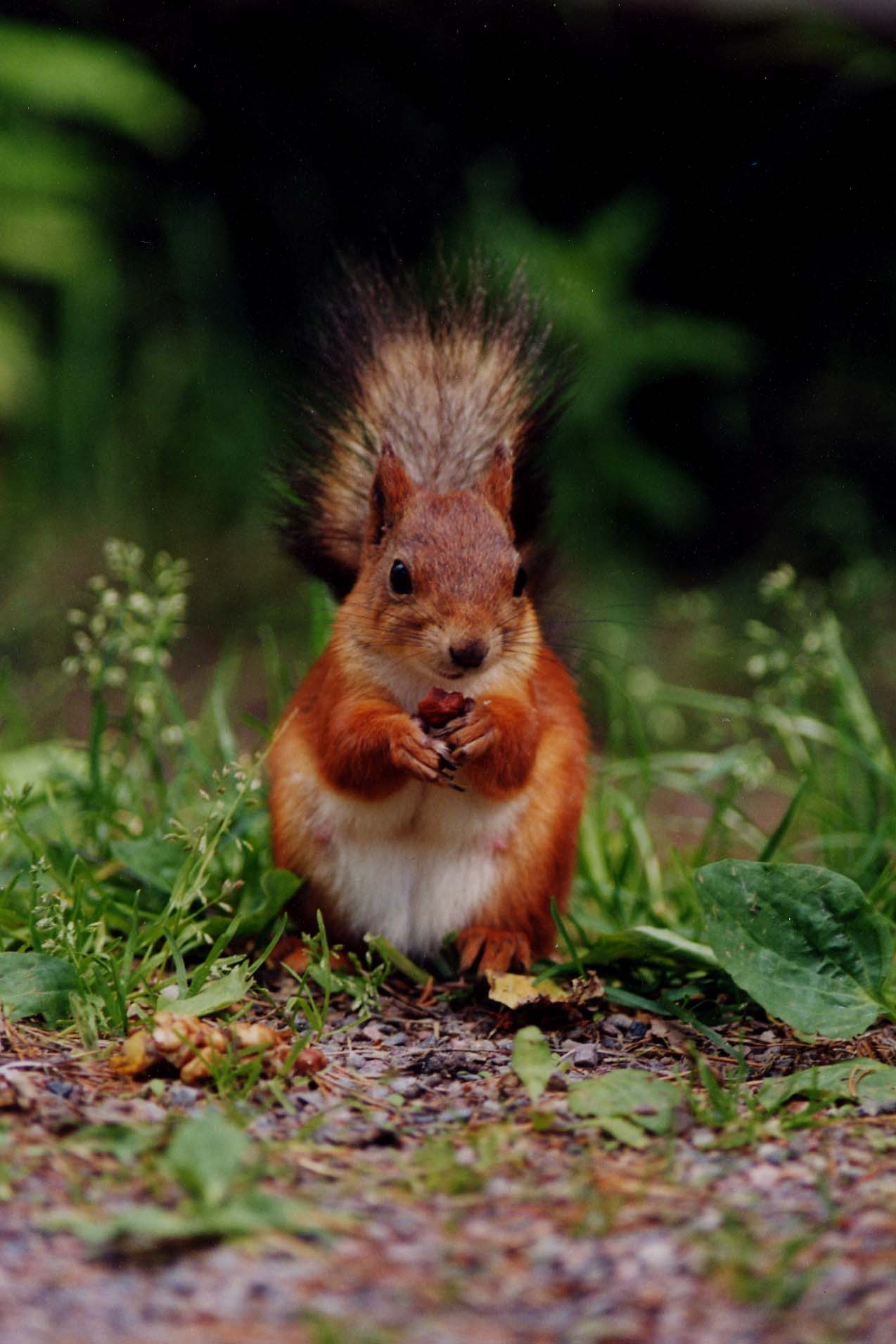
Esquilo-vermelho.

O esquilo-vermelho encontra-se protegido na maior parte da Europa por se encontrar listado no Apêndice III da Convenção de Berna para a Conservação da Vida Selvagem e Habitats Naturais Europeus; também se encontra listado como espécie quase ameaçada na Lista Vermelha da IUCN. Nalgumas áreas, é abundante e caçado por causa da sua pelagem.

### Competição com o esquilo-cinzento
Embora não considerado sob ameaça a nível global, o número de esquilos-vermelhos diminuiu drasticamente no Reino Unido, pensando-se existir menos de 140 000 indivíduos, 85% destes na Escócia. Este decréscimo na população é frequentemente associado à introdução do esquilo-cinzento (Sciurus carolinensis) provindo da América do Norte, embora a perda e fragmentação do seu habitat tenha desempenhado também um papel importante.
De forma a conservar a restante população, o governo do Reino Unido anunciou em janeiro de 2006 um programa de abate do esquilo-cinzento, uma acção bem recebida por diversos grupos de conservação da natureza. Uma acção anterior de abate foi iniciada em 1998 na ilha de Anglesey, no norte do País de Gales, o que facilitou a recuperação natural da população do esquilo-vermelho e a reintrodução deste na floresta de Newborough. Existem ainda diversos grupos locais de conservação, como o Red Squirrel Conservation em Mallerstang, Cúmbria.
Fora das Ilhas Britânicas, existe uma população significativa de esquilo-cinzento em Piemonte, na Itália, onde dois pares escaparam ao cativeiro em 1948. Observou-se uma diminuição significativa do esquilo-vermelho na área após 1970 e teme-se a expansão desta espécie pela restante Europa.
O esquilo-cinzento aparenta ganhar na competição com o esquilo-vermelho por diversas razões:
- O esquilo-cinzento consegue digerir facilmente bolotas, algo que o esquilo-vermelho não consegue fazer;
- O esquilo-cinzento é portador de uma doença, um parapoxvírus, que aparenta não o afectar mas que frequentemente mata o esquilo-vermelho.
- Quando o esquilo-vermelho se encontra sob pressão, não acasala tão frequentemente.

As duas espécies não são antagonistas e o confronto entre ambas não é um factor no declínio das populações de esquilo-vermelho.
Uma pesquisa efectuada em 2007 mostrou que a expansão da população da marta provoca a retracção da população do esquilo-cinzento. Pensa-se que tal é devido ao maior tempo que o esquilo-cinzento passa no solo, em relação ao esquilo-vermelho, expondo-se mais à acção deste predador.

## Importância cultural e económica
O esquilo-vermelho foi muito caçado por causa da sua pelagem, que foi usada como moeda de troca no passado.
Na mitologia nórdica, Ratatosk é um esquilo-vermelho que corre acima e abaixo da árvore do mundo, Yggdrasill, e espalha boatos, tendo impelido insultos entre a águia no topo de Yggdrasill e o dragão Níðhöggr, debaixo das raízes.